# Pascale Trinquet
Pascale Trinquet, född den 11 augusti 1958 i Marseille, Frankrike, är en fransk fäktare som bland annat tog OS-brons i damernas lagtävling i florett i samband med de olympiska fäktningstävlingarna 1984 i Los Angeles.